# Нідергестельн
Нідергестельн (нім. Niedergesteln) — громада  в Швейцарії в кантоні Вале, округ Західний Рарон.

## Географія
Громада розташована на відстані близько 75 км на південь від Берна, 34 км на схід від Сьйона.
Нідергестельн має площу 17,6 км², з яких на 4,4% дозволяється будівництво (житлове та будівництво доріг), 11,1% використовуються в сільськогосподарських цілях, 28,6% зайнято лісами, 55,9% не є продуктивними (річки, льодовики або гори).

## Демографія
2019 року в громаді мешкало 731 особа (+7,7% порівняно з 2010 роком), іноземців було 7%. Густота населення становила 41 осіб/км².
За віковим діапазоном населення розподілялося таким чином: 19% — особи молодші 20 років, 63,5% — особи у віці 20—64 років, 17,5% — особи у віці 65 років та старші. Було 306 помешкань (у середньому 2,4 особи в помешканні).
Із загальної кількості 120 працюючих 40 було зайнятих в первинному секторі, 15 — в обробній промисловості, 65 — в галузі послуг.